# Lalla Balqis
Lalla Balqis, född 1670, död efter 1721, var en av slavkonkubinerna till sultan Ismail av Marocko (r. 1672-1727). 
Sultanen hade utöver sina fyra hustrur Halima Al Sufyaniyah, Zaydana, Lalla Umm al-Iz at-Taba och Khnata bent Bakkar tusentals slavkonkubiner och hundratals barn i sitt harem.
Hon tillfångatogs av barbareskpirater år 1685, vid femton års ålder, då hon i sällskap med sin mor var på väg till Barbados. Hon fördes från slavmarknaden i Marocko som gåva till sultanen. Hon konverterades till islam under namnet Balqis och inkluderades i hans harem. Hennes mor frigavs, mottog gåvor och sändes tillbaka till England med ett brev med förslag om fred till kung Karl II av England. 
Hon blev en favoriserad och inflytelserik konkubin. De präster, diplomater och andra européer i Nordafrika som var verksamma i att köpa fri europeiska slavar, så som till exempel redemptoristerna, kontaktade henne ofta med framgång i sin verksamhet. Hennes inflytande i haremet var så välkänt att hon tillhörde de haremskvinnor som mottog diplomatiska gåvor av den brittiska ambassadören Charles Stewart vid hans besök i Meknes 1721.  